# Anamika
Anamika fue uno de los primeros boletines para lesbianas y mujeres bisexuales del sur de Asia. El boletín se publicó en Brooklyn, Nueva York. Su primer número salió en mayo de 1985 gracias a un colectivo de lesbianas. Se publicaron tres números antes de que cerrara en 1987.
Según el académico Nayan Shah, el colectivo usó "la palabra sánscrita anamika que significa 'sin nombre' para abordar la escasez de nombres en los idiomas del sur de Asia para las relaciones entre dos mujeres".
El boletín contenía escritura creativa, narraciones de lesbianas del sur de Asia y artículos sobre temas como personas homosexuales y lesbianas en Sri Lanka. Además, el boletín proporcionó información sobre las leyes relativas a la homosexualidad en el sur de Asia. Según Anu, Anamika esperaba "proporcionar un foro para debatir y discutir los problemas prácticos, políticos y teóricos que enfrentan las lesbianas del sur de Asia".

En 1986, dos de las editoras escribieron sobre el boletín en la revista Conditions:
Hemos producido dos números del boletín: el primero en mayo del '85 y el segundo en marzo del '86. Se llama Anamika . A través de él, esperamos conectarnos con lesbianas del sur de Asia (indias, paquistaníes, bangladesíes, de Sri Lanka, butanesas, nepalíes, birmanas y afganas) que viven tanto en el sur de Asia como en otros países. Nuestra red está creciendo. A través de conversaciones personales con mujeres de algunos de estos países, hemos llegado a saber de más y más lesbianas. Algunas secciones del movimiento de mujeres en la India también se están abriendo más a este tema. Otra revista de gays y lesbianas del sur de Asia llamada Trikon está siendo publicada por dos indios gais de California. Anamika ha recibido muchas respuestas entusiastas, y desea que haya suficiente tiempo, energía y recursos financieros para hacer todo el trabajo que necesita hacerse.
Anamika se envió gratis por correo a las mujeres del sur de Asia. Las personas residentes en los Estados Unidos podían comprar una suscripción enviando US$5,00 por los tres números del boletín. La publicación del primer número fue apoyada por una subvención del grupo Asian Lesbians of the East Coast (ALOEC).

## Ediciones
- Mayo de 1985: Volumen 1, Número 1[9]
- Marzo de 1986: Volumen 1, Número 2[10]
- Junio de 1987: Volumen 1, Número 3[9]